# Concierto para violín (Beethoven)
El concierto para violín en re mayor, Op. 61 fue compuesto por Ludwig van Beethoven en 1806. La partitura está dedicada a Stephan von Breuning y fue escrita para ser interpretada por el violinista Franz Clement.

## Historia

### Composición

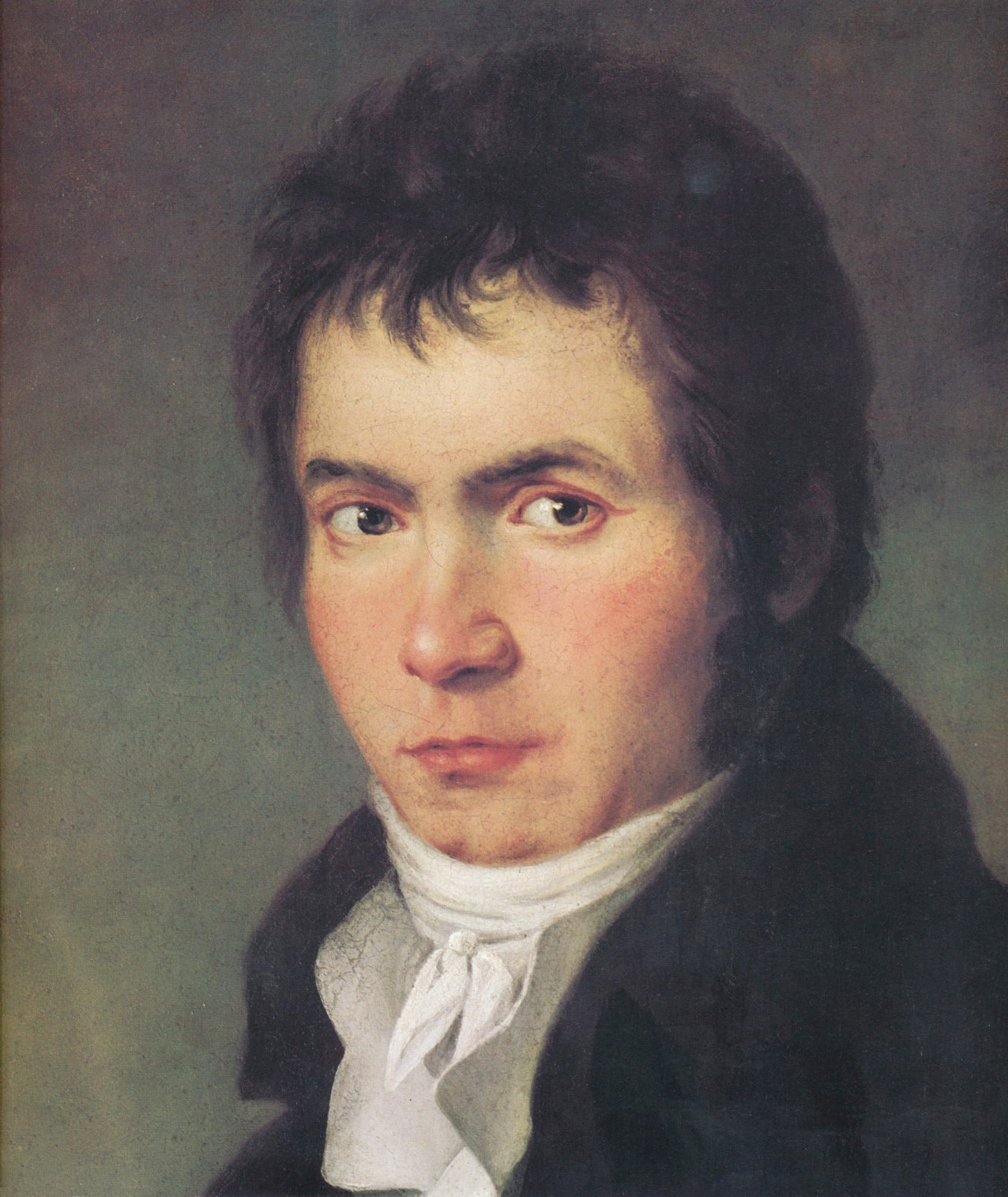
Beethoven en 1804.

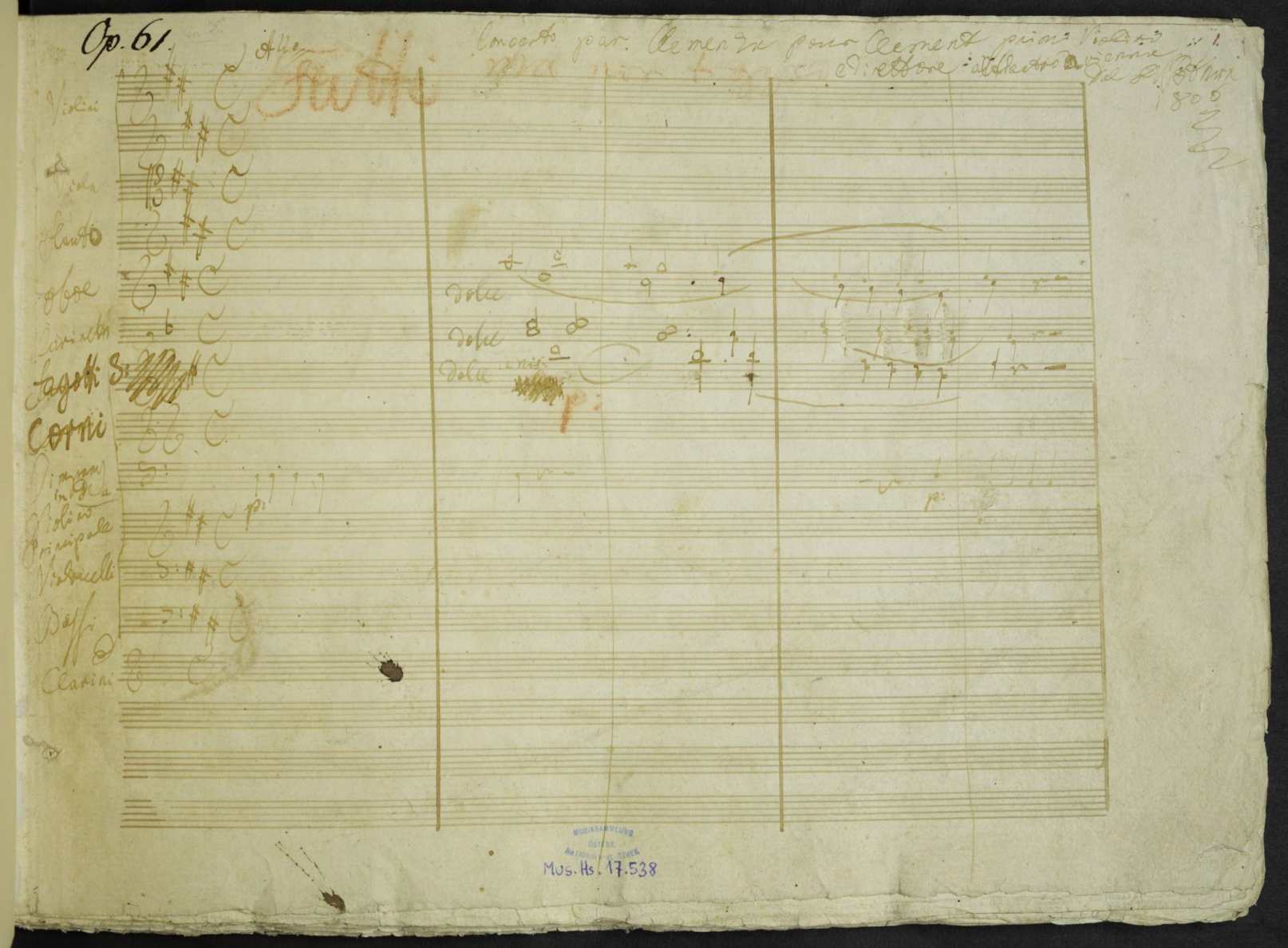
Primera página de la partitura autógrafa en la Biblioteca Nacional de Austria, Viena.

La composición de este concierto se desarrolló desde noviembre-diciembre de 1806 hasta la revisión hecha entre finales de abril y principios de mayo de 1807. No fue su primera obra para violín solista y orquesta. Por aquel entonces el maestro alemán ya había empleado el violín en funciones concertantes en un contexto más limitado. Había comenzado un primer concierto (WoO 5) del que sólo se conserva un fragmento. Alrededor de la época de las dos primeras sinfonías, produjo dos romanzas para violín y orquesta Op. 40 y Op. 50. Unos años más tarde utilizó el violín como miembro del trío solista en el Triple concierto (1803-1804). Estas obras, a pesar de su eficacia musical, deben considerarse como estudios y tanteos en relación con el concierto para violín, que demuestra más claramente la maestría de Beethoven en el manejo de las fuerzas formales y dramáticas distintivas de la forma concertante.
Su único concierto para violín terminado fue concebido a petición especial de Franz Clement, destacado violinista virtuoso del momento, que anteriormente le había aconsejado durante la composición de su ópera Fidelio. El compositor se encontraba en el apogeo de su llamado periodo medio o "heroico", una de las fases más fecundas de su creatividad. Unos años antes de esta pieza había creado obras maestras como la Sinfonía n.º 3, Op. 55 (1803), el Concierto para piano n.º 4, Op. 58 (1805-1806), y dos de sus sonatas para piano más importantes, la Sonatas n.º 21 en do mayor, Op. 53 "Waldstein" (1803-1804), y la n.º 23 en fa menor, Op. 57 "Appassionata" (1804-1805). Este concierto representa una continuación -de hecho, uno de los mayores logros- de la exploración del concierto por parte de Beethoven, una forma que sólo cultivaría una vez más, en el Concierto para piano n.º 5 (1809).

### Estreno y publicación
El estreno de la obra se celebró el 23 de diciembre de 1806 en el Theater an der Wien de Viena, con Franz Clement en el papel de solista. Al parecer Beethoven terminó el solo el 21 de diciembre, dos días antes del estreno. Según Thayer, Clement leyó a primera vista "sin ningún ensayo previo" una parte de su interpretación. Persiste la leyenda según la cual Clement interrumpió el concierto entre el primer y el segundo movimiento, para tocar una serie de variaciones de creación propia, quizás para expresar su disgusto, o para mostrar de lo que habría sido capaz si hubiera tenido tiempo para prepararse. En efecto interpretó esas variaciones pero al parecer lo hizo al final del programa, que también incluía obras de Méhul, Mozart, Cherubini y Händel. Tras el estreno, a finales de abril de 1807, Beethoven revisó la parte solista; la versión revisada puede distinguirse claramente de la primera etapa en la partitura autógrafa.

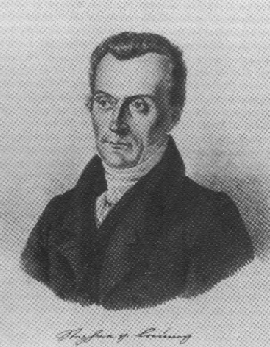
Stephan von Breuning, dedicatario de la pieza.

La primera edición de la obra fue llevada a cabo por la editorial Bureau des Arts et d'Industrie en marzo de 1809 en Viena. El 20 de abril de 1807 vendió varias obras al editor, compositor y pianista londinense Muzio Clementi. Este adquirió los derechos de publicación en Inglaterra de los tres Cuartetos Razumovsky, el Concierto para piano n.º 4, la Obertura Coriolano y el Concierto para violín. No sólo publicó el Concierto para violín propiamente dicho, sino también un arreglo del mismo para piano y orquesta. Es posible que Beethoven simplemente autorizase esta transcripción en lugar de abordarla él mismo, pero de ser así probablemente contribuyó con algunas sugerencias. Durante la preparación del arreglo, entre mayo y junio de 1807, Beethoven revisó de nuevo la parte del violín solista. La versión final de esta parte es la que conocemos hoy. Curiosamente, la versión para piano se publicó al menos seis meses antes que el "original" para violín y orquesta.
La dedicatoria que figura en la partitura autógrafa es para Franz Clement mediante una inscripción con el siguiente juego de palabras: "Concerto par Clemenza pour Clement primo Violino e direttore al theatro a vienna Dal L v. Bthvn 1806". Por otra parte, en la primera edición de esta partitura se la dedicó a Stephan von Breuning, un viejo amigo de Bonn del compositor. En la transcripción para piano y orquesta la dedicataria fue Julie von Breuning, que era la esposa de Stephan y una excelente pianista con quien Beethoven disfrutaba tocando duetos. Según Alan Tyson este doble homenaje a los von Breuning constituyó un regalo de boda para la pareja que había contraído matrimonio en abril de ese año.

## Instrumentación
La partitura está escrita para violín solista y una orquesta formada por una flauta, dos oboes, dos clarinetes, dos fagotes, dos trompas naturales, dos trompetas naturales, timbales y sección de cuerdas.

## Estructura y análisis
El concierto consta de tres movimientos:
- I. Allegro ma non troppo, en re mayor 4
4
- II. Larghetto, en sol mayor 4
4
- III. Rondo. Allegro, en re mayor 6
8

La interpretación de esta obra dura aproximadamente 45 minutos. 

### I.Allegro ma non troppo
El primer movimiento, Allegro ma non troppo, está escrito en la tonalidad de re mayor, en compás de 4/4 y sigue la forma sonata. Como es característico en la música de Beethoven, las implicaciones dramáticas y estructurales del concierto surgen al principio, con una serie de silenciosos golpes de timbal que llevaron a algunos detractores a calificar la obra de "Concierto para timbal". Por llamativo que sea, este motivo fugaz y palpitante es algo más que una simple llamada de atención. De hecho, proporciona la base misma del material melódico y rítmico que viene a continuación. Los cuatro golpes de timbal dan paso a un tema interpretado por oboes, clarinetes y fagotes. Las cuerdas entran con un re sostenido no diatónico que da paso a un acorde de séptima de dominante (V7). Los clarinetes y fagotes tocan un segundo tema. De repente se interrumpe con una sección más fuerte en si bemol mayor. Esto conduce a un tema en re mayor y más tarde en el paralelo menor. El solista entra con un acorde V7 en octavas. Con más de 25 minutos de duración, el primer movimiento es uno de los más extensos de todas las obras de Beethoven, incluidas las sinfonías. Su extensión se debe a la adopción de la forma clásica del ritornello -que aquí se manifiesta en el extenso tutti que precede a la entrada del violín- y al tratamiento expansivo del material melódico por parte del compositor.

### II.Larghetto
El segundo movimiento, Larghetto, está en sol mayor y en compás de 4/4. Es una de las obras más serenas de Beethoven. Libre de la agitación dramática del primer movimiento, este está marcado por un lirismo tranquilo y orgánico. Hacia el final un abrupto arrebato orquestal da paso a una cadenza, que a su vez lleva a la obra directamente al Finale.

### III.Rondo. Allegro
El tercer y último movimiento, Rondo. Allegro, retoma la tonalidad inicial, el compás es 6/8 y responde a una típica forma rondó. Arranca sin pausa tras el Larghetto debido a la indicación attacca. Se trata de un rondó marcado por una robustez folclórica y una energía danzante, que se inicia con el famoso tema de la "trompa de caza". Presenta una sección en sol menor. Tras la cadenza, termina con una típica cadencia perfecta (V-I). Plantea al solista algunas de las exigencias más virtuosas de la obra.

### Cadenzas
Varios violinistas notables han escrito cadenzas para este concierto. Las de Joseph Joachim y Fritz Kreisler son de las más interpretadas. El compositor ruso Alfred Schnittke escribió para el violinista Gidon Kremer una estimulante y controvertida cadenza con un estilo característico del siglo XX, en la que cita a Bartók y Berg entre otros. El clarinetista y compositor klezmer afincado en Montreal Airat Ichmouratov creó unas nuevas cadenzas de inspiración klezmer para Alexandre Da Costa han sido grabadas por la Orquesta Sinfónica de Taipéi para Warner Classics en 2013.
Los siguientes violinistas y compositores han escrito cadenzas:
- Leopold Auer
- Joshua Bell
- Ferruccio Busoni
- Stephanie Chase
- Ferdinand David
- Jakob Dont
- María Dueñas
- Isaak Dunayevsky
- Mischa Elman
- Carl Flesch
- Joseph Hellmesberger (padre)
- Jenő Hubay
- Airat Ichmouratov
- Joseph Joachim
- Patricia Kopatchinskaja
- Fritz Kreisler
- Christiaan Kriens
- Ferdinand Laub
- Hubert Léonard
- Nathan Milstein
- Bernhard Molique
- Miron Polyakin
- Manuel Quiroga Losada
- Camille Saint-Saëns
- Wolfgang Schneiderhan
- Alfred Schnittke
- Sayaka Shoji
- Ödön Singer
- Louis Spohr
- Maksim Venguérov
- Henri Vieuxtemps
- Henryk Wieniawski
- August Wilhelmj
- Eugène Ysaÿe

## Recepción de la obra
Este concierto no tuvo buena recepción por parte del público y fue interpretado pocas veces durante las décadas siguientes. Resurgió hacia 1844, 17 años después de la muerte de Beethoven, interpretado por el violinista Joseph Joachim y con la orquesta dirigida por Félix Mendelssohn. En la actualidad es una importante obra del repertorio violinístico que es interpretada y grabada con frecuencia.

## Adaptaciones
A instancias de Muzio Clementi, uno de los más grandes virtuosos del piano de la época aparte del propio Beethoven, se elaboró más tarde una transcripción sorprendentemente eficaz de esta obra. Se trata del Concierto para piano en re mayor, Op. 61a sin numerar. Al primer movimiento se añadió una famosa cadenza extendida que emplea timbales además del piano.

## Discografía selecta
La primera grabación conocida del concierto para violín de Beethoven fue realizada en 1925 por Polydor por el violinista Josef Wolfsthal, con la Orquesta Estatal de Berlín dirigida por Hans Thierfelder. Desde entonces se han editado cientos de grabaciones, entre las que destacan las siguientes, que han recibido premios y críticas sobresalientes:
- 1940 – Jascha Heifetz, Orquesta Sinfónica de la NBC, dir. Arturo Toscanini (Victor Red Seal).
- 1947 – Yehudi Menuhin, Orquesta del Festival de Lucerna, dir. Wilhelm Furtwängler (HMV).
- 1953 – Wolfgang Schneiderhan, Filarmónica de Berlín, dir. Eugen Jochum (DG). "Rosette" en Penguin Guide.
- 1954 – David Óistraj, Orquesta del Festival de Estocolmo, dir. Sixten Ehrling 10/11-06-1954 (Testament). "David Oistrakh Beethoven & Sibelius" 1994.
- 1955 – Jascha Heifetz, Sinfónica de Boston, dir. Charles Munch (RCA Victor). "Mid-price choice" de BBC Radio 3 Building a Library, sep 2003.
- 1957 – Ida Haendel, Orquesta Filarmónica Checa, dir. Karel Ančerl (Supraphon). 14-05-2010.
- 1959 – Isaac Stern, Filarmónica de Nueva York, dir. Leonard Bernstein (Sony). "Cadenza única en el último movimiento".
- 1974 – Arthur Grumiaux, Orquesta Real del Concertgebouw, dir. Colin Davis (Philips). "4 estrellas" en Penguin Guide.
- 1980 – Anne-Sophie Mutter, Filarmónica de Berlín, dir. Herbert von Karajan (DG).
- 1980 – Itzhak Perlman, Orquesta Philharmonia, dir. Carlo Maria Giulini (EMI). Premio Gramophone 1981.
- 1997 – Thomas Zehetmair, Orchestra of the Eighteenth Century, dir. Frans Brüggen (Philips). "First choice" de BBC Radio 3 Building a Library, sep 2003.
- 1999 – Hilary Hahn, Sinfónica de Baltimore, dir. David Zinman (Sony Classical).
- 2006 – Isabelle Faust, Prague Philharmonia, dir. Jiří Bělohlávek (Harmonia Mundi). "First choice" de BBC Radio 3 Building a Library y Diapason d'Or en Diapason abril 2011.
- 2009 – Patricia Kopatchinskaja, Orchestre des Champs-Elysées, dir. Philippe Herreweghe (Naïve). Premio BBC Music Magazine 2010 (categoría orquestral).
- 2011 – Isabelle Faust, Orchestra Mozart, dir. Claudio Abbado (Harmonia Mundi). "Disco del mes" en Gramophone marzo 2012; "Disco del mes" en BBC Music Magazine, abril 2012; "Diapason d'Or Arte" en Diapason; Premio Gramophone, 2012; Preis der deutschen Schallplattenkritik; Premio Echo Klassik 2012.
- 2020 – Daniel Lozakovich, Filarmónica de Múnich, dir. Valery Gergiev (DG). Cadenza de Kleisler.
- 2022 – Vilde Frang, Deutsche Kammerphilharmonie Bremen, dir. Pekka Kuusisto (Parlophone).